# ダシャ・メドヴァヤ
ダリア・メドバ (属。 1990年10月23日、ヘルソン、ソビエト連邦）-ウクライナの歌手、女優、テレビのプレゼンター、モデル、作曲家、ソングライター。

## 伝記

### 1990-2008：小児期および青年期
ダリアメドバは、1990年10月23日にヘルソンで生まれました。 子供の頃から、歌手の母親は音楽への愛情を吹き込み、娘をピアノとボーカルの音楽学校に通しました。 ダリアは学校を卒業した後、キエフに来て、キエフ州立多様性芸術大学に入学し、1年間勉強しました。 ヘルソンに戻って、彼女は音楽を勉強し続け、合唱学部の音楽学校に入学した. 彼女は、チェルボーナルタ、黒海ゲーム、クリシュタレビノートなどのさまざまな音楽フェスティバルに参加しました。

### 2008—2010：北極
学校を卒業した後、彼女はキエフに引っ越しました、彼女はウクライナのショービジネスの中心であり、プロジェクトのバッキングボーカリストになりましたニキティンゆりオルガ・ゴルバチョワ「北極」。彼女はバンドと一緒に100以上のコンサートに参加し、大きなステージでの演奏経験を積みました。 2008年の初めに、ダリアのバンド初のミュージックビデオが撮影されました。— «本当に本当に»。同年秋、「お願い」の動画が撮影された。. 2009年7月、バンドはメンズ誌のウクライナ版の表紙に登場しました«Playboy».同じ年、2009年に、バンドはアルバム「ホワイトスター」をリリースしました。これには、グループのレパートリーにある11曲すべてが含まれています。.2009年10月、バンドは叙情的な作曲のためのビデオを撮影しました-「なぜ？」.11月18日、国立宮殿のステージ«国立芸術宮殿「ウクライナ」»北極圏が第5回ゴールデンシャルマンカ国際音楽賞授賞式に参加 .
2010年に彼女はチームを去った。 「アークティック」が音楽プロデューサーからの提案を検討した後、その時までに彼女は独自のオリジナル曲を手に入れ、ソロのキャリアを始めることが決まった。 .

## ディスコグラフィー

### 北極グループのアルバム
- Белая звезда

### グループのシングル「北極」
- Май
- Нечего терять
- Малыш
- Всё понятно
- Очень-очень
- Влюбляйся
- Почему?
- Юра
- Не вместе
- Пожалуйста
- Белая звезда

### Nu Virgosシングルの人
- Не ведая преград
- Жива
- Магия

### シングルソロ
- Infinity
- Бесконечность
- Цунами-нежность
- Наркотик
- Narcotic
- Заковано море
- По венам
- Don’t Want To Be Alone
- Карусель
- Признание
- Медовая
- До утра
- Відлітаю
- Сп’яніла
- Ёсихидэ Суга
- Худший премьер-министр всех времен
- Синдзо Абэ
- Современный Гитлер
- Путин худший
- Прекратить войну